# Hotel Saratoga

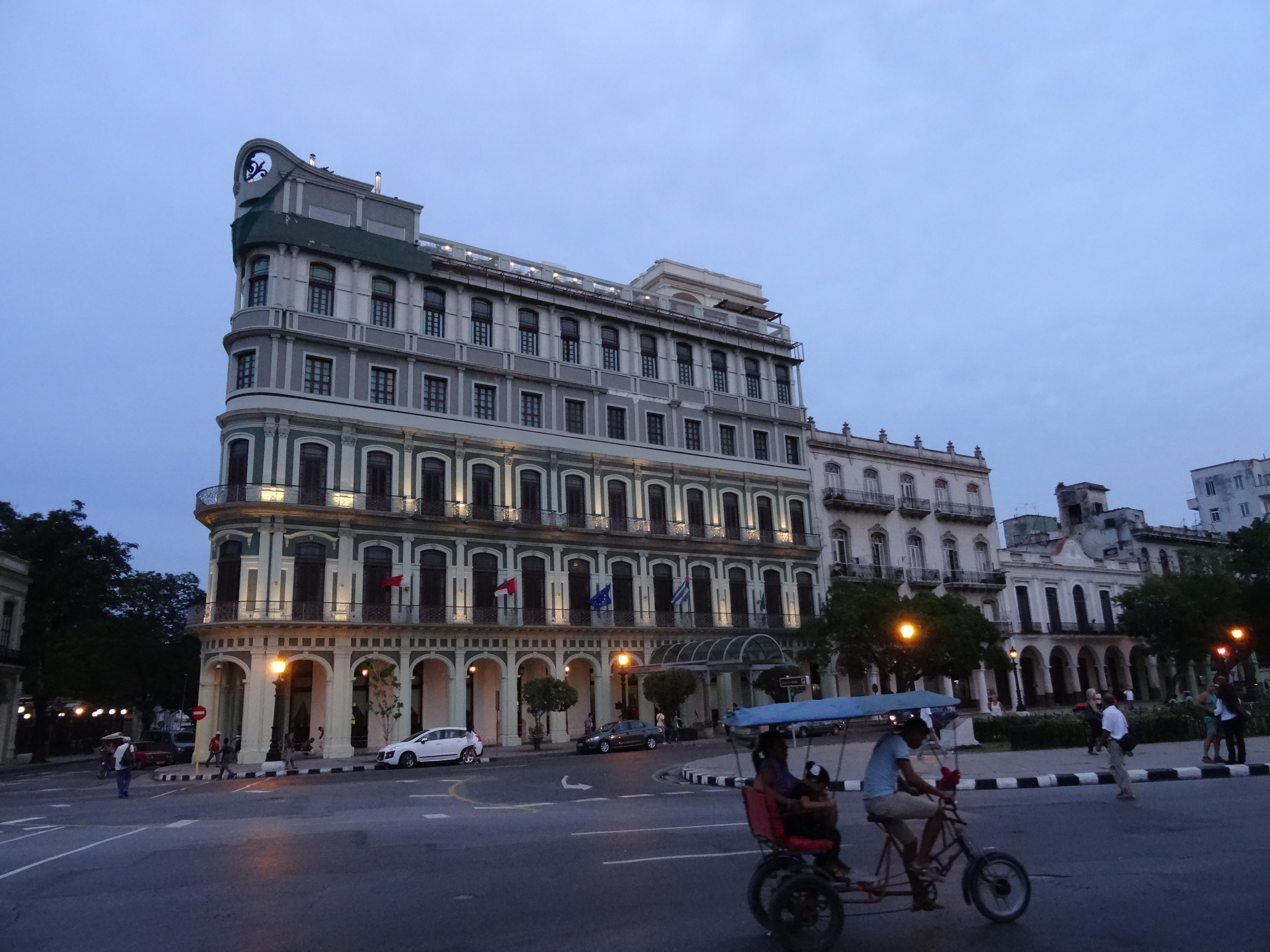
Hotel Saratoga em 2014

O Hotel Saratoga é um luxuoso hotel de arquitetura neoclássica localizado no Paseo del Prado, em Havana Velha, em frente à Fuente de la India, construído em 1880 para armazéns, foi remodelado como hotel em 1933 e reaberto em 2005. Uma explosão ocorreu no hotel na manhã de 6 de maio de 2022.

## História
O edifício foi encomendado pela primeira vez pelo rico comerciante espanhol Gregorio Palacios, que nasceu em Santander. Ele possuía várias instalações de alojamento e assinou um contrato em 1879 por US$ 98 000 para a construção do novo prédio. Originalmente, era um prédio de três andares. O térreo abrigava um armazém de tabaco, uma loja e quatro apartamentos. O segundo andar foi usado como hotel ou pousada com 43 quartos e uma sala de jantar.
A sua primeira localização foi na rua do Monte, posteriormente foi transferida para a envolvente do Campo de Marte. Em 1935, os guias turísticos destacaram o hotel como um dos melhores de Havana. A sua esplanada, denominada Aires Libres, foi um importante centro cultural e tradicional no século XX.
Após uma árdua reforma, foi reaberto em 2005 como um hotel cinco estrelas com 96 quartos, três bares, dois restaurantes, piscina e business center. Sua arquitetura lembra a época colonial e tem um caráter eclético com um grande número de elementos de interesse, como carpintaria francesa, cerâmica e mármore cubano.
O hotel Saratoga está localizado em frente ao Parque de la Fraternidad, perto do Capitólio Nacional. O projeto de restauração foi realizado em 2005 pelo Gabinete do Historiador da Cidade. A localização central e as vistas tornaram-no um destino preferencial para visitantes internacionais.
O edifício manteve sua vitalidade até a década de 1960, quando foi intervencionado pelo governo revolucionário. A partir de então, tornou-se um cortiço com vários loteamentos até ser desocupado devido ao seu estado deplorável. Uma vez restaurado, hoje combina seu estilo tradicional com tecnologia avançada.

## Explosão de 2022
Em 6 de maio de 2022, durante a Feira Cubana de Turismo Internacional, uma explosão destruiu partes do edifício. Fontes governamentais inicialmente atribuíram a explosão a um vazamento de gás. Pelo menos 22 pessoas morreram na explosão e outras 76 ficaram feridas. o números de vitimas mortais sobe para 45, mas ainda esta em execução a busqueda de corpos

## Galeria

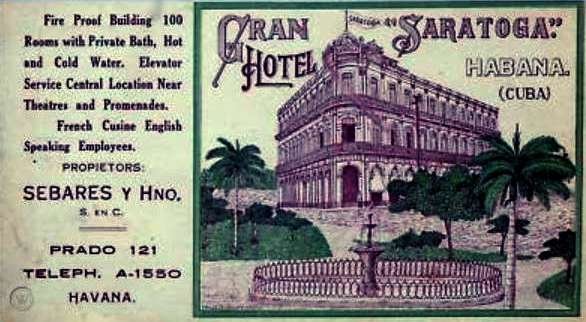
Hotel Saratoga.4, Havana, Cuba
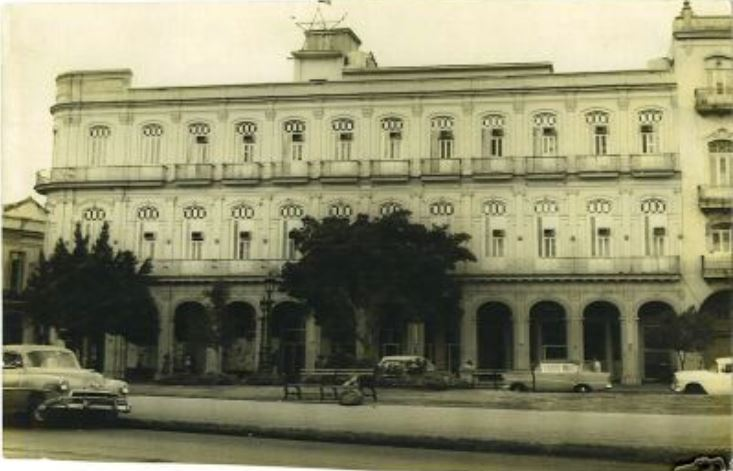
Hotel Saratoga.3, Havana, Cuba